# クイズ地球どんぶり!
『クイズ地球どんぶり!』（クイズちきゅうどんぶり）は、1984年4月7日から同年9月までフジテレビ系列局（テレビ山口とテレビ大分と鹿児島テレビを除く）で放送されていたフジテレビ制作のクイズ番組である。その後も1984年10月から1985年3月30日まで『ザ!地球どんぶり』と題して放送されていた。放送時間は毎週土曜 19:00 - 19:54 （日本標準時）。

## 概要
「土曜の夜は地球がおいしい!」をキャッチコピーに掲げていた番組で、桂三枝（後の6代目桂文枝）が司会を務めていた。アシスタントは、当初は当時日本航空のキャンペーンガールであった鈴木祐子が務めていたが、後に当時フジテレビアナウンサーだった寺田理恵子と交代した。出題ナレーションはみのもんたが担当していた。
元は『木曜おもしろバラエティ』の企画の1つで、1983年10月から毎月1回のペースで3か月間にわたって放送されていた。『なるほど!ザ・ワールド』のスタッフによる制作で、「同番組の二番煎じのように見てもらえたら」という想いと、3か月の平均視聴率が良かったことから、翌年4月にレギュラー放送を開始した。

## クイズ地球どんぶり!

### ルール
芸能人対抗戦（ペア4組対抗戦9問出題・（4月7日放送分から）→5名による個人戦・6問出題（7月7日放送分から））
- 問題は全て二択問題。
  - 解答はライトペンを使って書き、テレビモニターに出す形式。テレビモニターの解答画面は正解・不正解に関係なく画面は終始ブラックバックになっていた。
- 正解すれば1ポイント（ペア対抗・電飾（6問以上で出演料20%ずつ上乗せ）→個人戦・丼だった）。
- ただし、この番組には「トラップ」が仕掛けてあり、全員不正解の場合、「親の総取り」となり、これまでの得点が没収（と同時にファンファーレが鳴り、スタジオの観客が万歳三唱する）。
- 「親＝視聴者」に抽選で海外旅行が当たる（司会の三枝は「我々は親の味方ですから!」と言っていた）。
- 途中、新設で「おねがい君」（三枝の似顔絵が描かれている人形）が置かれた。他の解答者の説明を聞いて、変更したい場合、1回だけ使える（ただし「親の総取り」が発生するときは使用不可能）。
- 最終問題は「プレッシャークイズ」で、最終問題前までトップの解答者（複数の場合あり）だけが答える。その問題に正解すれば優勝（トロフィー授与）。不正解の場合は没収（次点の解答者優勝）。
  - 時折、最終問題前で「親の総取り」が発生し、三枝が「もうトップもヘチャラもありませんので、全員に答えてもらいます」と説明することもあった。

### 1984年9月15日放送分
この日、第1問、第5問に「親の総取り」が発生。最終問題でも「親の総取り」が発生し（藤村俊二と太川陽介が他1名正解していたが3名ともお願い君使用で全員一致に）、史上初全員0点終了優勝者不在'という事態となる。この回の最高は南伸坊の3問正解（「総取り」の問題以外全部正解していた）、最悪はおかわりシスターズの0問正解（番組初の逆パーフェクト樹立）。

### その他のエピソード
- オープニングではボブ・ジェームス「RUSH HOUR」（ラッシュ・アワー）が流れた。
- 個人戦移行後初回の1984年7月7日放送分にてイルカが6問全問正解で優勝した。
- 三宅裕司が出場している回の写真が本人の著作『ぼっ！ぼっ…ぼくらはテレビ探偵団』」にて掲載されていた（1984年9月1日放送分「ディスクジョッキー大会」にて。優勝もしている）。
- 数週間ほど、石川優子とチャゲ「ふたりの愛ランド」がエンディングに流れていた（1984年5月12日放送分にて出場もしている）。
- 後に「ザ!地球どんぶり」のレギュラーとなる山口良一は1984年9月22日放送分でようやく優勝した（渡部絵美とのW優勝だった）。「プレッシャークイズ」で没収経験もあった。

## ザ!地球どんぶり
テーマ曲はTHE SQUARE （後のT-SQUARE）の「いとしのうなじ」。

### ルール
世界の出来事・珍エピソードを出題する視聴者参加番組。形式は人物クイズ（実際スタジオに招いたりすることもあった）。
- 解答者席やセットなどで用いられている「ピング・ポング」というキャラクターのデザインは、スチュワート・マスコウィッツが手がけたものである。
- キャプテン&一般視聴者4人と言う構成の男女対抗戦（男性チームキャプテン＝美保純、女性チームキャプテン＝山口良一）。
- 問題が出題。両キャプテンが三枝に質問する。
- 他のメンバーは、やりとりを聞き、わかった時点で早押しで解答権を得てからチームキャプテンから順に答える。
- 先攻のチームが、1人目で正解できれば3ポイント。その後は1ポイント（目の前に丼が並べられる）。
- 途中新設で、チーム全員不正解の後、キャプテン（山口or美保）に解答権が移ることもあった（当初はキャプテンには解答権が無かった）。
- 先攻チームが全員不正解の場合、相手チームに解答権が移動。
- 相手チームが正解の場合は、2ポイント獲得。
- 最終問題は「倍づけチャンス!」で配当がすべて2倍になる。

### チャレンジゲーム
- 得点の多い勝利チームは海外旅行へのチャレンジゲームに挑戦。
- 5つの百科事典型のびっくり箱があり、勝利チームのメンバーは1人1つずつこれを開け、いつハズレ（中から蛇のようなものが飛び出す）が出るかで賞品決定。

1人目：「ピング・ポング」のぬいぐるみ
2人目：はとバスツアー
3人目：温泉旅行
4人目：北海道スキーツアー
全員セーフ：アメリカ西海岸旅行

## 備考
- 海外リポーターは、当時フジテレビのアナウンサーだった筒井櫻子が務めることが多かった。筒井はこの番組に「筒井さくら子」名義で出演していた。
- 『ザ!地球どんぶり』時代には2人のコンパニオンがいたが、そのうちの1人であるさいのちえこは寺田理恵子の代役を務めたことがある。

## スタッフ
- 構成：望月聡、トマホーク、カメヨ
- 技術：吉田勝美
- カメラ：山城英司
- 映像：小林信久
- 音声：高島長治
- 照明：金沢利徳 (彩光)
- 美術制作：堀切清
- デザイン：根本研二
- 美術進行：石鍋伸一朗
- 進行：石川昇
- 電飾：橋本栄
- タイトル：山形憲一
- 編集：東洋現像所ビデオセンター (現在:IMAGICA)
- 音響効果：張替正美
- ディレクター：浅見則夫、加藤友和、中野和男、石本幸一、小倉宣勇
- プロデューサー：王東順
- 協力：日本航空、ジャルパック
- 技術協力：八峯テレビ
- 美術協力：フジアール
- 制作協力：オフィス・トゥー・ワン、TV HOUSE、オン・エアー
- 制作著作：フジテレビ

| フジテレビ 土曜19:00 - 19:30枠                                       | フジテレビ 土曜19:00 - 19:30枠 | フジテレビ 土曜19:00 - 19:30枠                          |
| 前番組                                                               | 番組名 | 次番組                                                  |
| -------------------------------------------------------------------- | --- | ------------------------------------------------------- |
| パンチDEデート ※ここまでローカルセールス枠                           | クイズ地球どんぶり! （1984年4月7日 - 1984年9月） ※ここからネットワークセールス枠 ↓ ザ!地球どんぶり （1984年10月 - 1985年3月30日） | 土居まさるのザ・対決! （1985年4月13日 - 1985年9月28日） |
| フジテレビ系列 土曜19:30 - 19:54枠                                   | |                                                         |
| みんな出て恋恋来い! （1983年10月8日 - 1984年3月24日） ※19:30 - 20:00 | クイズ地球どんぶり! （1984年4月7日 - 1984年9月） ↓ ザ!地球どんぶり （1984年10月 - 1985年3月30日）                                 | 土居まさるのザ・対決! （1985年4月13日 - 1985年9月28日） |